# Понте (Беневенто)
Понте (итал. Ponte) је насеље у Италији у округу Беневенто, региону Кампанија.
Према процени из 2011. у насељу је живело 1717 становника. Насеље се налази на надморској висини од 123 м.

## Становништво
Према резултатима пописа становништва 2011. у општини је живело 2.661 становника.
| 1936. | 1951. | 1961. | 1971. | 1981. | 1991. | 2001. | 2011. |
| ----- | ----- | ----- | ----- | ----- | ----- | ----- | ----- |
| 2.151 | 2.392 | 2.333 | 2.441 | 2.499 | 2.546 | 28    | 2.661 |